# Hougham (Lincolnshire)
Hougham – wieś w Anglii, w hrabstwie Lincolnshire, w dystrykcie South Kesteven. Leży 29 km na południe od Lincoln i 169 km na północ od Londynu.